# Virgen del parto
La Virgen del parto (en italiano, Madonna del parto), es uno de los frescos más conocidos del pintor renacentista italiano Piero della Francesca. Mide 260 cm de alto y 203 cm de ancho. Fue pintado hacia 1460.

## Historia
Piero della Francesca realizó la obra en siete jornadas de trabajo, usando colores de primera calidad, especialmente una cantidad considerable de precioso azul marino obtenido del lapislázuli, que era importado de las lejanas grutas de Afganistán a través de las rutas comerciales de la República de Venecia.
El fresco estaba destinado a la pared del fondo del altar mayor de la antigua iglesia de Santa María de Nomentana o Santa María en Silvis, localidad rural en las laderas de la colina de Monterchi, aldea vecina de Sansepolcro y de la que procedía la madre del artista. Se convirtió en un lugar de peregrinación regular para las mujeres a punto de dar a luz, que oraban por tener un buen parto. La iglesia sufrió una completa destrucción en el año 1785 como consecuencia de un terremoto, quedando solo en pie el muro y su fresco, milagrosamente intacto.
En 1889 el fresco fue «redescubierto» como obra de Piero della Francesca. En 1910 por razones de conservación, la obra fue separada del muro de la mano del restaurador Domenico Fiscali, e inserta en una hornacina en el altar mayor de la nueva iglesia. Durante su desprendimiento de la pared, la parte alta del baldaquino quedó irremediablemente dañada. Esta intervención la preservó del terremoto de 1917 que dañó gravemente la capilla del siglo XVIII levantada tras el terremoto para albergar la pared superviviente con la Madonna, junto al cementerio de la localidad. Monterchi está a 13 kilómetros al suroeste de Sansepolcro. 
Desde 1956 hasta su restauración (1992-1993) se conservó en el interior de la nueva capilla realizada reestructurando la fábrica precedente. 1992 es el año de la restauración y de la transferencia de la imagen al Museo della 'Madonna del Parto (Via della Reglia, 1), bajo las murallas de Monterchi, que constituye la actual colocación del fresco, estando enteramente consagrado a esta obra.

## Hipótesis sobre su datación
La datación de esta obra es problemática, pues va desde la hipótesis de 1450-1455 propuesta por Pietro Longhi, a 1460 que proponen Clark y De Vecchi, a la hipótesis tardía (después de 1475) de Battisti. Para Antonio Paolucci podría ser contemporánea de El encuentro entre Salomón y la reina de Saba, por tanto en torno a 1455. La tradición vasariana quiere que la pintura se ejecutase por Piero en el año 1459, en el cual el pintor se encontraba en Sansepolcro por la muerte de su madre. Sin embargo, los críticos actuales están de acuerdo en datar la obra alrededor de 1460.

## Iconografía
Es un ejemplo típico de Virgo paritura (Virgen parturienta), tema bastante más infrecuente que la Virgen con el Niño y que se desarrolló en Italia, principalmente en la Toscana ya desde la primera mitad del siglo XIV, representando de manera realista a la Virgen embarazada. A este personaje iconográfico se le llama «Virgen del parto» y representa a María sola, de pie, en posición frontal y visiblemente embarazada. Uno de los elementos que la distingue de una mujer embarazada normal es el libro cerrado apoyado sobre el vientre, alusión al Verbo Encarnado; el libro de hecho representa al Antiguo Testamento y por lo tanto la palabra de Dios que, a través de la Virgen, se encarna y desciende entre los hombres. Artistas que trataron este tema son Bernardo Daddi, el Maestro de San Martín alla Palma, Taddeo Gaddi , Nardo di Cione, Bartolo di Fredi o Rossello di Jacopo Franchi. Para Thomas Martone la imagen fue ideada para mostrar que la naturaleza humana de Jesucristo era verdaderamente humana, y no creada primero en el Paraíso, como sostenían algunos teólogos heréticos de los primeros siglos, y, sucesivamente, medievales.
Aquí se representa a la Virgen encinta, poco antes de dar a luz, con un gran vientre de nueve meses, de pie y de cara al espectador con una actitud impasible, hierática, a la manera de las representaciones bizantinas, como privada de sentimientos. Es una figura sobria y dura, campesina, apartándose Piero de los habituales perfiles de finos ropajes y cabellos largos y rubios que representaban a la Virgen como reina. Su figura protagoniza la obra, ataviada con un vestido largo de color azul. No posee atributos reales, no tiene ningún libro en la mano y está captada en el gesto natural de poner una mano sobre el flanco para aguantar el peso del vientre. La mano derecha se apoya sobre el vestido desabotonado, dejando espacio al vientre prominente. 
Una de las principales obsesiones de Piero era la simetría, como demostrará en buena parte de sus obras. Debido a ese interés duplicará las figuras de los ángeles en esta pintura. Los dos ángeles que quedan uno a cada lado son perfectamente simétricos ya que han sido realizados a partir de un mismo cartón y de colores opuestos. Los ángeles apartan delicadamente los lados de la cortina del baldaquino bordado de granadas que simbolizan la Pasión del Cristo.
La iluminación clara destaca el volumen de las figuras, acentuando su aspecto monumental y apagando las tonalidades. 
Maurizio Calvesi considera que ha de verse en la tienda una precisa ilustración del tabernáculo del Arca de la Alianza, tal como se describe en el libro del Éxodo: María sería la nueva Arca de la Alianza, cuyo tesoro es Jesús. Para otros el pabellón representa la Iglesia y la Virgen, en su particular estado, simboliza el tabernáculo eucarístico en cuanto que contiene el cuerpo de Cristo. 
Thomas Martone, considerando la Carta a los Hebreos, y el hecho de que el maná del Éxodo era considerado prefiguración del cuerpo eucarístico de Cristo, escribe que Piero "colocando a la Virgen en el interior de una tienda formada con los materiales de aquella del Antiguo Testamento, aludía claramente a la naturaleza eucarística del cuerpo de Cristo contenido en la Virge-Ecclesia, que, como el maná, puede ser vista sólo con los ojos de la fe". Por lo tanto, Martone rechaza esas hipótesis que relacionan el fresco de Monterchi con antiguos ritos paganos de fertilidad o lo asocian a un cierto tipo de devoción pietística, reservada a las mujeres embarazadas. Como señaló R. Lightbown, la Virgen del parto "se dirige a la devoción de las mujeres, sobre todo de las que están encinta"; es un ejemplo de la secularización de los temas religiosos, pintando a un tiempo un tema que existía dentro del arte italiano, pero que no era de los más frecuentes.
La Virgen de Monterchi, del mismo modo que numerosas Vírgenes de la Misericordia, era entendida como personificación de la Iglesia contenedora del Cuerpo de Cristo y, más en particular, como la representación del tabernáculo que contiene la eucaristía.
Sobre la Virgen en la que el Hijo entra en su cuerpo como un rayo de luz (si se compara el Tríptico de la Anunciación , Retablo, 1425 de Robert Campin en el Metropolitan Museum, Los Claustros, de Nueva York) han de verse los estudios de Panofsky (1953), Frinta (1966), Pacht (1956), Van Gelder (1967), Meiss (1971), Campbell (1974), Shapiro (1979) Marrow (1986), Lane (1988): las Vírgenes del parto italianas se oponen teológicamente a esta concepción, que será definitivamente declarada herética con el Concilio de Trento (Discorso intorno alle immagini de Gabriele Paleotti, 1522-1597). Ha de observarse, sin embargo, que en el mismo Concilio (1545-1563) otras imágenes religiosas acabaron en el punto de mira de los inquisidores y entre estas estuvieron además de la Virgen del parto, la Virgen Platytera de la Misericordia y la Dama del Apocalipsis.